# ألعاب مكابيه 1985

شعار ألعاب مكابيه 1985.

ألعاب مكابيه 1985 هي النسخة الثانية عشر من ألعاب مكابيه ولقد عقدت عام 1985 في مدينة رمات غان في إسرائيل. شارك 3700 رياضي من 37 دولة مختلقة.
شاركت 5 دول لأول مره وهي : جبل طارق وغوام وبنما وجزر العذراء الأمريكية وزائير.

## الدول التي شاركت
| - الأرجنتين - أستراليا - النمسا - بلجيكا - برمودا - البرازيل - كندا | - تشيلي - كولومبيا - الدنمارك - الإكوادور - فنلندا - فرنسا - ألمانيا الغربية | - جبل طارق - غوام - الهند - إسرائيل - إيطاليا - اليابان - المكسيك | - هولندا - النرويج - بنما - بيرو - بورتوريكو - جنوب أفريقيا - السويد | - سويسرا - تركيا - المملكة المتحدة - الولايات المتحدة - الأوروغواي - فنزويلا - جزر العذراء الأمريكية | - يوغوسلافيا - زائير |

## روابط خارجية
- ملخصات للألعاب مكابيه